# El Ogla (El Oued)
El Ogla è un comune dell'Algeria, situato nella provincia di El Oued.